# Triznatsi Rocks
Die Triznatsi Rocks (englisch; bulgarisch скали Тризнаци skali Trisnazi, deutsch ‚Drillingsfelsen‘) sind eine Gruppe aus drei benachbarten Klippen  vor der Nordwestküste von Nelson Island im Archipel der Südlichen Shetlandinseln. Sie liegen 325 m nordwestlich des Smilets Point, 1,83 km östlich des Folger Rock und 485 m südsüdwestlich des Meldia Rock.
Britische Wissenschaftler kartierten sie 1968. Die bulgarische Kommission für Antarktische Geographische Namen benannte sie im April 2021 deskriptiv.